# Ruslán Kishmajov
Ruslán Mujadínovich Kishmajov –en ruso, Руслан Мухадинович Кишмахов– (11 de septiembre de 1979) es un deportista ruso que compitió en judo. Ganó una medalla de oro en el Campeonato Europeo de Judo de 2007, en la categoría de –60 kg.

## Palmarés internacional
| Campeonato Europeo | Campeonato Europeo | Campeonato Europeo | Campeonato Europeo |
| Año                | Lugar              | Medalla            | Categoría          |
| ------------------ | ------------------ | ------------------ | ------------------ |
| 2007               | Belgrado (Serbia)  | Medalla de oro     | –60 kg             |